# Beata Augustyniak
Beata Augustyniak, właściwie Beata Augustyniak-Staniek (ur. 1971) – polska tancerka występująca w teatrach oraz w telewizji, także aktorka teatralna, filmowa i telewizyjna. Absolwentka Szkoły Baletowej w Warszawie (1990) oraz warszawskiej Akademii Muzycznej (1995).

## Teatr
W teatrze zadebiutowała 2 kwietnia 1992 roku rolą Bessy w spektaklu Ostry makijaż Oskara Weinerta w reżyserii Tomasza A. Dutkiewicza na deskach warszawskiego Teatru Syrena. Była z nim związana w latach 1992–1997. Współpracowała także z Teatrem Muzycznym w Gdyni (1992), a także z warszawskim Teatrem Muzycznym „Roma”. Występuje głównie w musicalach i przedstawieniach muzycznych.

### Spektakle (wybór)
- 1992 – Ostry makijaż jako Bessy (reż. T. A. Dutkiewicz)
- 1992 – West Side Story jako Minnie (reż. T. A. Dutkiewicz)
- 1993 – Tych lat nie odda nikt (program składany; reż. Zbigniew Korpolewski)
- 1994 – Ludożerca jako Woda (reż. Z. Korpolewski)

## Film
W filmie zadebiutowała w roku 1990 w Seszelach (reż. Bogusław Linda). Na małym ekranie pojawiła się w serialu Pensjonat pod Różą.

### Filmografia
- 1990 – Seszele jako Laura, siostra Chulia
- 1991 – Tak, tak (reż. Jacek Gąsiorowski)
- 1993 – Mięso (reż. Piotr Szulkin)
- 1995 – Kroki [Love – Hate (European Stories)] jako Marzena – główna rola (reż. Olaf Olszewski)
- 1997 – Ciemna strona Wenus (reż. Radosław Piwowarski)
- 2005 – Pensjonat pod Różą jako pielęgniarka (odc. 63)
- 2008 – Kryminalni jako wychowawczyni (odc. 92)

## Telewizja

### Teatr Telewizji
- 1994 – Pająk jako Pajęczyca – główna rola (reż. Mariusz Treliński)

### Programy telewizyjne
- 2000 – Trafiony zatopiony

Jako tancerka:
- 1993 – W sercu miasta (reż. Paweł Karpiński)
- 1994 – Nieszpory ludźmierskie (reż. Robert Gliński)
- 1995 – Śpiewak Tanga (reż. Lena Szurmiej)
- 1998 – Zostań gwiazdą (reż. Hans van Eijck)[1]